# Calymmaria persica
Calymmaria persica is een spinnensoort uit de familie van de waterspinnen (Cybaeidae).
De wetenschappelijke naam van de soort werd in 1847 als Tegenaria persica gepubliceerd door Nicholas Marcellus Hentz.